# اوگنیانووو (استان بلاگووگراد)
اوگنیانووو (به بلغاری: Ognyanovo) یک منطقهٔ مسکونی در بلغارستان است که در شهرستان گارمن واقع شده‌است. اوگنیانووو ۱۰٫۳۹۴ کیلومتر مربع مساحت و ۱٬۵۲۸ نفر جمعیت دارد.